# Kenta Togawa
Kenta Togawa (jap. 戸川 健太 Togawa Kenta; ur. 23 czerwca 1981) – japoński piłkarz występujący na pozycji obrońcy.

## Kariera klubowa
Od 2004 do 2016 roku występował w klubach Tokyo Verdy, Yokohama FC, Gainare Tottori i Fukushima United FC.